# Jeseter hvězdnatý
Jeseter hvězdnatý Acipenser stellatus (Pallas 1771) je druh jesetera, který pochází z povodí Černého, Azovského, Kaspického a Egejského moře. V mnoha místech byl vyhuben kvůli nadměrnému rybolovu. V moři se vyskytuje na pobřeží, u ústí řek, které využívá k migraci. 

## Popis
Jedná se o bentofágní druh, což lze odvodit od jeho postavení úst, které je spodní. Jeho potrava se skládá z měkkýšů, korýšů, červů či ryb. Dosahuje délky až 220 cm při váze 80 kg. Je to štíhlá ryba. Na rozdíl od ostatních jeseterů má dlouhý, plochý rypec (rostrum). Vousky jsou na rostru postaveny blíže k ústům.  Dalším znakem je pět řad kostěných štítků, které nalezneme v 5 řadách. Ve hřbetní řadě se nalézá 11-14 štítků, ve dvou literárních řadách 30-36 a ve ventrálních řadách jich nalezneme v rozmezí mezi 10-11.  Zbarvení hřbetu je šedočerné a na břiše bílé. Druh se maximálně dožívá 29 let.

## Ohrožení
Jeho ohrožení není způsobeno jen nadměrným rybolovem, ale také výrobou kaviáru z jeho jiker. Dalším důvodem ohrožení je zamezení migrace, stavbou příčných překážek na řekách, které využívají k migracím do oblastí trdlišť.

## Rozmnožování
Tření probíhá na stanovištích se silným proudem ve velkých hlubokých řekách. Preferuje štěrkový či kamenitý podklad, jedná se tedy o litofilní druh druh ryb. Mláďata se první rok zdržují v mělkých řekách. Jeseter potřebuje ke svému rozmnožování migraci. Jedná se o anadromní druh. Při migraci přechází různé úrovně salinity, na což je jeho tělo uzpůsobeno. Bylo prokázáno, že úspěšný přechod mláďat ze sladké vody do slané, záleží na velikosti a stáří jedince.